# Мари Жозе Та Лу
Гонези Мари Жозе Доминик Та Лу-Смит (фр. Gonezie Marie Josée Dominique Ta Lou-Smith; Буафле, 18. новембар 1988.) је атлетичарка из Обале Слоноваче која се такмичи у спринту на 100 и 200 метара. Завршила је као четврта у финалу на 100 и 200 метара на Олимпијским играма 2016. Потом је освојила сребрне медаље на 100 метара и 200 метара на Светском првенству 2017. Њен најбољи резултат на 100 метара је 10,72 секунде (из 2022. године), чиме је постала афричка рекордерка.

## Каријера
Та Луина прва страст био је фудбал пре него што ју је старији брат убедио да пређе на спринт 2008. Тренирала је у Паризу а студирала медицину на Универзитету Абобо-Аџаме у Абиџану.
Та Лу је почела да студира медицину након завршетка средње школе. Пошто је било тешко комбиновати тренинг атлетике са медицинском школом, прешла је на рачуноводство и финансије. 

### Рани успон: 2010–2013
Крајем 2010. добила је четворогодишњу спортску стипендију у Кини. У августу 2011. године учествовала је на Светским универзитетским играма у Шенжену, Кина, у тркама на 100 и 200 метара. Она је спустила свој лични рекорд на 11,87 секунди и 24,17 секунди.

### Међународна такмичења: 2013–2015
Године 2013. се мучила да комбинује своје атлетске тренинге и студије у Шангају, па је у августу одлучила да се врати у Обалу Слоноваче.
2015. истрчала је лични рекорд на 100 м од 11,06 секунди на митингу Дијамантске лиге у Паризу 4. јула, што је био њен први наступ у Дијамантској лиги. Три пута је трчала испод 23 секунде на 200 метара у 2015. Њен тренер је за циљ поставио пласман у полуфинале Светског првенства. Успела је и једва је пропустила да уђе у финале јер је била трећа у свом полуфиналу и на 100 и на 200 метара. Такође је поставила нови лични рекорд на 100 м 11.04. Поставила је време од 10.95, али то је било уз недозвољено јак ветар у леђа. На 200 м снизила је свој лични рекорд на 22,56.
Асоцијација националних олимпијских комитета Африке прогласила ју је за афричку спортисткињу године 2015.
2016. на митингу Дијамантске лиге у Лондону је трчала 100 метара за 10,96, са ветром у прса.

### Светски успех: 2016 – данас
Одлично је наступила и на Олимпијским играма у Рију. Стигла је до оба финала и завршила као 4. на 100 м и 200 м. Њене трке су укључивале нови лични рекорд од 10,94 у полуфиналу на 100 м. Та Лу је у финалу на 100 метара завршила са истим временом као и Шели-Ен Фрејзер-Прајс до стотинке секунде, али је изгубила бронзу у фото-финишу са 0,007 секунде заостатка (10,852 с за треће место према 10,859 с за четврто место).
На 200 м трчала је 0,5 секунди брже од свог најбољег резултата у претходној сезони, победила је у новом личном рекорду од 22,31. Поново је ишла брже у полуфиналу са временом 22,28. У финалу је поставила нови национални рекорд, са временом од 22,21, што је било 0,03 секунде брже од претходног националног рекорда Миријел Ауре.
2017. поставила је нови национални рекорд на 200 метара, 22,16, у Лозани 6. јула. 
На Светском првенству 2017. освојила је сребро у трци на 100 метара. Затим је наставила са још једном сребрном медаљом на 200 метара, постављајући нови национални рекорд од 22.08.

## Међународна такмичења
| Година | Такмичење                             | Место                          | Позиција            | Дисциплина        | Резултат         | Белешка |
| ------ | ------------------------------------- | ------------------------------ | ------------------- | ----------------- | ---------------- | ------- |
| 2010   | Афричко првенство                     | Најроби, Кенија                | 13. (полуфинале)    | 100 м             | 12.16            |         |
| 2010   | Афричко првенство                     | Најроби, Кенија                | 20. (квалификације) | 200 м             | 25.55            |         |
| 2011   | Атлетика на Летњој универзијади 2011. | Шенжен, Кина                   | 22. (четвртфинале)  | 100 м             | 12.02            |         |
| 2011   | Атлетика на Летњој универзијади 2011. | Шенжен, Кина                   | 18. (четвртфинале)  | 200 м             | 24.17            |         |
| 2011   | Афричке игре                          | Мапуто, Мозамбик               | 7.                  | 100 м             | 11.66            |         |
| 2011   | Афричке игре                          | Мапуто, Мозамбик               | 6.                  | 200 м             | 24.12            |         |
| 2012   | Афричко првенство                     | Порто Ново, Бенин              | 4.                  | 100 м             | 11.53            |         |
| 2012   | Афричко првенство                     | Порто Ново, Бенин              | 3.                  | 200 м             | 23.44            |         |
| 2012   | Афричко првенство                     | Порто Ново, Бенин              | 3.                  | 4 × 100 м штафета | 45.29            |         |
| 2013   | Универзијада                          | Казањ, Русија                  | 11. (полуфинале)    | 100 м             | 11.73            |         |
| 2013   | Универзијада                          | Казањ, Русија                  | 8.                  | 200 м             | 23.63            |         |
| 2014   | Афричко првенство                     | Маракеш, Мароко                | 3.                  | 100 м             | 11.20            |         |
| 2014   | Афричко првенство                     | Маракеш, Мароко                | 2.                  | 200 м             | 22.87            |         |
| 2014   | Афричко првенство                     | Маракеш, Мароко                | 2.                  | 4 × 100 м штафета | 43.99            |         |
| 2015   | Светско првенство                     | Пекинг, Кина                   | 10. (полулфинале)   | 100 м             | 11.04            |         |
| 2015   | Светско првенство                     | Пекинг, Кина                   | 9. (полуфинале)     | 200 м             | 22.56            |         |
| 2015   | Афричке игре                          | Бразавил, Република Конго      | 1.                  | 100 м             | 11.02            |         |
| 2015   | Афричке игре                          | Бразавил, Република Конго      | 1.                  | 200 м             | 22.57            |         |
| 2015   | Афричке игре                          | Бразавил, Република Конго      | 3.                  | 4 × 100 м штафета | 43.98            |         |
| 2016   | Светско првенство у дворани           | Портланд, САД                  | 7.                  | 60 м              | 7.29             |         |
| 2016   | Афричко првенство                     | Дурбан, Јужноафричка Република | 3.                  | 100 м             | 11.15            |         |
| 2016   | Афричко првенство                     | Дурбан, Јужноафричка Република | 1.                  | 200 м             | 22.81            |         |
| 2016   | Афричко првенство                     | Дурбан, Јужноафричка Република | 3.                  | 4 × 100 м штафета | 44.29            |         |
| 2016   | Олимпијске игре                       | Рио де Жанеиро, Бразил         | 4.                  | 100 м             | 10.86            |         |
| 2016   | Олимпијске игре                       | Рио де Жанеиро, Бразил         | 4.                  | 200 м             | 22.21            |         |
| 2017   | Светско првенство                     | Лондон, Уједињено Краљевство   | 2.                  | 100 м             | 10.86            |         |
| 2017   | Светско првенство                     | Лондон, Уједињено Краљевство   | 2.                  | 200 м             | 22.08            |         |
| 2018   | Светско првенство у дворани           | Бирмингем, САД                 | 2.                  | 60 м              | 7.05             |         |
| 2018   | Афричко првенство                     | Асаба, Нигерија                | 1.                  | 100 м             | 11.15            |         |
| 2018   | Афричко првенство                     | Асаба, Нигерија                | .                   | 200 м             | 22.50            |         |
| 2018   | Афричко првенство                     | Асаба, Нигерија                | 2.                  | 4 × 100 м штафета | 44.40            |         |
| 2019   | Афричке игре                          | Рабат, Мароко                  | 1.                  | 100 м             | 11.09            |         |
| 2019   | Афричке игре                          | Рабат, Мароко                  | 3.                  | 200 м             | 23.00            |         |
| 2019   | Светско првенство                     | Доха, Катар                    | 3.                  | 100 м             | 10.90            |         |
| 2021   | Олимпијске игре                       | Токио, Јапан                   | 4.                  | 100 м             | 10.91            |         |
| 2021   | Олимпијске игре                       | Токио, Јапан                   | 5.                  | 200 м             | 22.27            |         |
| 2022   | Светско првенство                     | Јуџин, САД                     | 7.                  | 100 м             | 10.93            |         |
| 2023   | Светско првенство                     | Будимпешта, Мађарска           | 4.                  | 100 м             | 10.81            |         |
| 2023   | Светско првенство                     | Будимпешта, Мађарска           | 8.                  | 200 м             | 22.64            |         |
| 2023   | Светско првенство                     | Будимпешта, Мађарска           | 3. (квалификације)  | 4 × 100 м штафета | 41.90            |         |
| 2024   | Афричко првенство                     | Дуала, Камерун                 | 1. (квалификације)  | 100 м             | 11.13            |         |
| 2024   | Олимпијске игре                       | Париз, Француска               | 8.                  | 100 м             | 13.84            |         |
| 2024   | Олимпијске игре                       | Париз, Француска               | ―                   | 200 м             | Одустала         |         |
| 2024   | Олимпијске игре                       | Париз, Француска               | ―                   | 4 x 100 м штафета | Дисквалификоване |         |